# كارين إل. هاس
كارين إل. هاس (بالإنجليزية: Karen L. Haas)‏ هي عضوة مجموعة ضغط أمريكية، ولدت في 13 أبريل 1962 في كاتونسفيل في الولايات المتحدة.